# 89 км (зупинний пункт, Московська залізниця)
Зупинний пункт 89 км — закритий (станом на 2024 рік) роз'їзд на залізничному напрямку Харків — Льгов на північній околиці села Вишневе Біловського району Курської області, перегін Готня — Псел.
Роздільний пункт було відкрито як роз’їзду в середині 1930-х років, а в першій половині 50-х років його обернено на зупинний пункт приміських поїздів без колійного розвитку. Приміське сполучення відсутнє з 2013 року.